# Catar y el patrocinio al terrorismo
Catar, país árabe bordeado por Arabia Saudita y el Golfo Pérsico, ha sido acusado de permitir que los terroristas operen dentro de sus fronteras. Catar ha sido llamado "el Club Med para terroristas" por Ron Prosor, un diplomático israelí y "la nación mas hipócrita del mundo, que respalda a la coalición liderada por Estados Unidos contra los militantes del Estado Islámico mientras proporcionando un ambiente permisivo ", en palabras de un alto funcionario estadounidense,[ ¿quién? ] "para que los financiadores del terrorismo operen con impunidad". Las acusaciones provienen de una amplia variedad de fuentes, incluidos informes de inteligencia, funcionarios gubernamentales y periodistas.
A nivel oficial, el gobierno de Catar ha sido acusado de apoyar a Hamás, el grupo palestino considerado como una organización terrorista extranjera por Estados Unidos, Israel, Egipto, Emiratos Árabes Unidos, Arabia Saudita y Canadá. Catar niega estas acusaciones, afirmando que no apoya la posición política de Hamás, y que su política es ayudar a facilitar un compromiso constructivo entre Hamás y la Autoridad Palestina.
Uno de los correos electrónicos filtrados de Podesta de agosto de 2014, dirigido a John Podesta, señala a Catar y Arabia Saudita como proveedores de ayuda "clandestina", "financiera y logística" para el EIIL y otros "grupos sunitas radicales". El correo electrónico describe un plan de acción contra el EIIL (Estado Islámico) e insta a presionar a Catar y Arabia Saudita para que pongan fin a su presunto apoyo al grupo. No está claro si el correo electrónico fue escrito originalmente por Hillary Clinton, su asesor Sidney Blumenthal u otra persona.
El 25 de septiembre de 2014 el emir de Catar, el jeque Tamim bin Hamad Al-Thani, respondió a estas acusaciones en la televisión estadounidense para defender a su país contra las afirmaciones de que alberga a financiadores del terrorismo. En una entrevista en CNN, el Emir declaró que Catar no financia a los terroristas y está comprometido a luchar contra el ISIS a largo plazo.
El gobierno de Catar tiene una lista de declarados terroristas. A partir de 2014, la lista no contenía nombres, según The Telegraph. Sin embargo, Catar tiene una lista de vigilancia de sospechosos de terrorismo y la usa para examinar a los pasajeros que vuelan internacionalmente. A pesar de los esfuerzos de Catar por acusar a financieros terroristas prominentes, algunos terroristas y señalados financiadores del terrorismo aún viven con impunidad en suelo catarí.
La violencia en Afganistán y Pakistán está financiada en parte por donantes ricos y conservadores en todo el Mar Arábigo, cuyos gobiernos hacen poco para detenerlos.  Otros países árabes que figuran como fuentes de dinero militante son Arabia Saudita, Kuwait y los Emiratos Árabes Unidos.

## Trasfondo

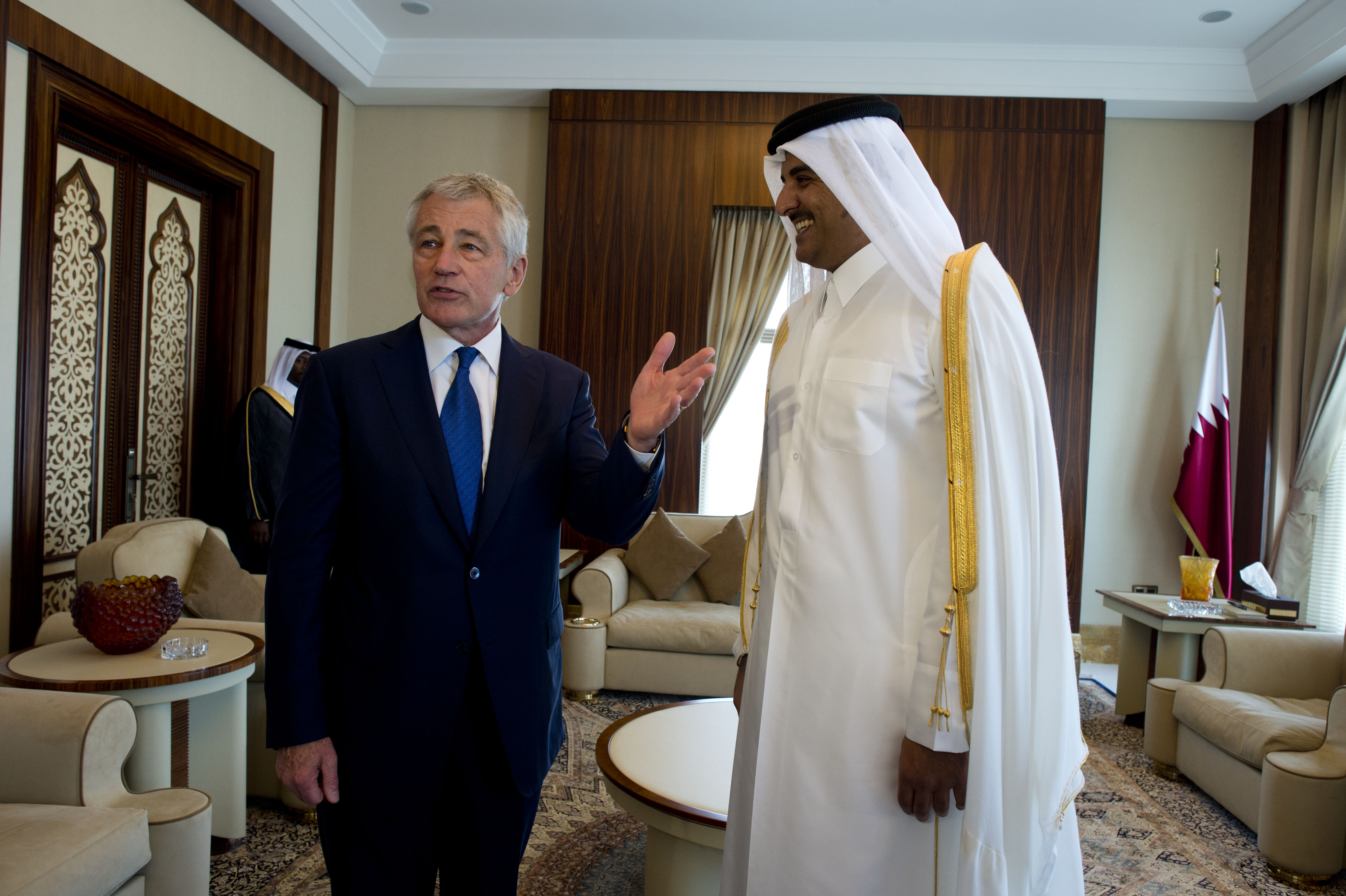
El Emir Tamim bin Hamad Al Thani con el exsecretario de Defensa de EE. UU. Chuck Hagel

En 2003, el Congreso de los EE. UU. se dio cuenta de que una gran cantidad de organizaciones benéficas con sede en Catar apoyaban las actividades de al-Qaeda al ayudar a mover y lavar fondos para el grupo terrorista. En diciembre de 2013, Estados Unidos designó a un catarí, Abd Al-Rahman al-Nuaimi, como un terrorista global especialmente designado (SDGT). El Departamento del Tesoro de los Estados Unidos impuso sanciones a Nuaymi y lo declaró un "facilitador y financiador del terrorismo con sede en Qatar que ha proporcionado dinero y apoyo material y ha transmitido comunicaciones a Al Qaeda y sus afiliados en Siria, Iraq, Somalia y Yemen por más de una década."
Además, en un artículo de opinión de agosto de 2014 publicado en el New York Times titulado "Club Med for Terrorists", Ron Prosor alegó que Catar buscaba mejorar su imagen global financiando universidades extranjeras prominentes en Doha y organizando la Copa Mundial 2022 mientras apoyaba simultáneamente Hamás, al-Qaeda y la Hermandad Musulmana.
En diciembre de 2014, el congresista Brad Sherman (D-CA) y el congresista Peter Roskam (R-IL) solicitaron que el gobierno de los Estados Unidos, en una carta dirigida al Secretario del Tesoro, imponer sanciones a Catar. Los dos congresistas pidieron un informe completo sobre las actividades dentro de Catar de individuos, organizaciones benéficas y organizaciones que financian a Hamás, ISIS, Al-Qaeda y el Frente al-Nusra. El Departamento de Estado respondió a las cartas de los legisladores afirmando que Estados Unidos tiene una "relación productiva con Qatar", señalando que Catar ha mejorado sus esfuerzos de lucha contra el terrorismo en los últimos años, aunque admitió que el monitoreo de Catar y el enjuiciamiento de financiadores y organizaciones benéficas terroristas se ha mantenido "inconsistente".
En diciembre de 2014, 24 miembros del Comité de Asuntos Exteriores de la Cámara de Representantes firmaron una carta en la que sugerían que Catar y Turquía estarían sujetos a sanciones de los Estados Unidos si sus gobiernos siguen haciendo la vista gorda al financiamiento del terrorismo.
El Informe de País sobre Terrorismo 2015 publicado por el Departamento de Estado de EE. UU. el 2 de junio de 2016 señala que, a pesar de la membresía nominal y la participación de Catar en una serie de iniciativas de lucha contra el terrorismo y su financiación, "las entidades y los individuos dentro de Qatar continúan sirviendo como fuente de apoyo financiero para grupos terroristas y grupos extremistas violentos, particularmente afiliados regionales de al-Qaeda como el Frente Nusra". El Departamento de Estado también señaló el mantenimiento por parte de Catar de una lista de vigilancia activa de sospechosos de terrorismo, y declaró que el país había hecho esfuerzos para procesar a prominentes financiadores del terrorismo. Además, el informe menciona la reestructuración del Comité Nacional Antiterrorista de Catar y la reciente promulgación de leyes contra el terrorismo.
El ex secretario de Defensa estadounidense, Robert Gates, declaró en mayo de 2017 que no "conoce casos en los que Qatar actué agresivamente después contra las (finanzas del terrorismo) redes de Hamas, talibanes, Al-Qaeda."
En una conferencia de prensa el 9 de junio de 2017, el presidente de los Estados Unidos, Trump, respaldó a Arabia Saudita y sus aliados en su disputa diplomática con Catar, declarando que Catar ha sido históricamente un financiador del terrorismo a un nivel muy alto, y alentando a los países a continuar su bloqueo. Contradiciendo al secretario de Estado Rex Tillerson, quien le pidió al cuarteto que moderara su bloqueo a Catar, ya que estaba perjudicando las operaciones estadounidenses contra el EIIL.

## Actividades de varios grupos en Catar

### Al-Qaeda

Bandera de Yihad

Jamal Ahmed al-Fadl fue el exagente comercial de Osama bin Laden. Él desertó a los Estados Unidos en 1996. En testimonio ante la Comisión y el Congreso del 11 de septiembre , Al-Fadl dijo que Bin Laden le dijo en 1993 que la Sociedad de Beneficencia de Catar (QCS), que luego fue rebautizada como Qatar Charity, era una de varias fuentes de financiación de Bin Laden.

En 2003, The New York Times escribió:
"El apoyo privado de prominentes qataríes a Al Qaeda es un tema delicado que se dice que enfurece a George J. Tenet, el director de inteligencia central. Después de los ataques del 11 de septiembre, otro operativo de alto rango de Qaeda, Khalid Shaikh Mohammed, que puede haber sido el principal planificador del ataque contra el World Trade Center y el Pentágono, dijeron funcionarios de inteligencia sauditas que paso dos semanas a fines de 2001 escondiéndose en Qatar, con la ayuda de prominentes patrocinadores, después de que escapó de Kuwait."
Khalifa Muhammad Turki al-Subaiy  y Abd al-Rahman bin Umayr al-Nuaymi son financiadores de alto nivel de al-Qaeda. Al-Subaiy era un antiguo empleado del Banco Central de Catar. En 2014, el subsecretario del Tesoro de Estados Unidos para Terrorismo e Inteligencia Financiera, David Cohen, anunció que los dos hombres vivían libremente en Catar. Ambos hombres estaban en una lista negra de terrorismo mundial. Los dos hombres fueron juzgados y absueltos debido a que la inteligencia de Catar no pudo demostrar evidencia sin "comprometer sus capacidades de recopilación de inteligencia".
En respuesta al anuncio de Cohen y la publicación del informe de inteligencia de Estados Unidos, los reporteros de The Telegraph se contactaron con funcionarios de Catar. Según el Telegraph, "Qatar se negó a responder".
Hubo un tiempo en que Al-Nuaymi era el presidente de la Asociación de Fútbol de Catar. El informe de Estados Unidos dice que envió más de 1.25 millones de libras británicas por mes a combatientes yihadistas de Al Qaeda en Irak . Envió cientos de miles de libras a combatientes en Siria. Estados Unidos designó a Al-Nuaymi como terrorista en 2013. Gran Bretaña lo sancionó en 2014.
Al-Nuaymi está asociado con pleno conocimioento aAbd al-Wahhab Muhammad 'Abd al-Rahman Al-Humayqani, un terrorista global especialmente designado (SDGT) a quien el Tesoro de los Estados Unidos sancionó en 2013 por su papel como recaudador de fondos y ejecutivo de al-Qaeda en la Península Árabe (AQAP). El Tesoro de los Estados Unidos afirmó que en 2012 Al-Nuaymi apoyó financieramente una organización benéfica dirigida por Humayqani.  Al explotar su estatus en la comunidad caritativa, Humayqani supuestamente recaudó fondos y facilitó las transferencias de partidarios de al-Qaeda con sede en Arabia Saudita a Yemen. Según se informa, Humayqani tenía conexiones de alto nivel con los principales agentes de al-Qaeda y a menudo actuaba como representante de AQAP mientras se reunía con las autoridades yemeníes. En nombre de AQAP, supuestamente reclutó a individuos para varios ataques mortales en Yemen, y personalmente dirigió un "grupo de asociados armados de AQAP que tenían la intención de llevar a cabo ataques contra instalaciones e instituciones del gobierno yemení, incluido un edificio del gobierno yemení en la gobernación de al-Bayda".
Aproximadamente diez meses después de ser sancionado por el Tesoro de los EE. UU., Nuaimi también se le restringió de hacer negocios en el Reino Unido. Al-Subaiy y Al-Nuaymi tienen estrechos lazos con altos líderes del gobierno de Catar. Robert Medick, un reportero de la campaña "Stop the Funding of Terror" de The Telegraph , escribió en 2014 que Catar "hizo la vista gorda a los financiadores terroristas que operaban en su medio".
Según el Informe de la Comisión del 11 de septiembre, Subayi también brindó apoyo financiero a Khalid Sheikh Mohammed, un alto funcionario paquistaní de al-Qaeda que supuestamente fue uno de los arquitectos de los ataques del 11 de septiembre.
El 4 de agosto de 2015, el Tesoro de los Estados Unidos sancionó al ciudadano catarí Abd al-Latif Bin Abdallah Salih Muhammad al-Kawari por su presunto apoyo a al-Qaeda en Pakistán y Afganistán. Según la designación del Tesoro, al-Kawari había trabajado con los facilitadores de al-Qaeda desde principios de la década de 2000 en su papel de oficial financiero y de seguridad para el grupo terrorista. También se informa que Al-Kawari trabajó con los afiliados a Al Qaeda designados como terroristas por Estados Unidos y la ONU, Mustafa Hajji Muhammad Khan e Ibrahim Isa Haji Muhammad al-Bakr para que se entreguen fondos a los operativos de Al Qaeda en Pakistán.
En 2012, al-Kawari supuestamente coordinó "la entrega de fondos de los financistas qataríes destinados a apoyar a al-Qaida y entregar recibos que confirmaran que al-Qaida recibió fondos de donantes extranjeros de extremistas con sede en Qatar". También brindó asistencia a un servicio de mensajería de al-Qaeda que transportaba varios miles de dólares a los funcionarios de al-Qaeda.
Además, Qatar Charity, la ONG más grande de Catar, ha jugado un papel clave en canalizar el apoyo financiero a al-Qaeda. Los procedimientos judiciales del juicio Estados Unidos vs. Enaam M. Arnaout informan que en 1993 Osama Bin Laden mencionó a Qatar Charity como uno de los canales preferidos para canalizar el apoyo financiero a los operativos de al-Qaeda en el extranjero. El exempleado de Qatar Charity y desertor de al-Qaeda al-Fadl confirmaron la afiliación entre al-Qaeda y la Qatar Charity. Al-Fadl declaró haber cooperado personalmente con el director de Qatar Charity a fines de la década de 1990, Abdullah Mohammed Yusef, quien estaba afiliado a al-Qaeda y también participó en el Frente Nacional Islámico, un grupo político sudanés que protegió a Osama Bin Laden. El Consorcio contra el Financiamiento del Terrorismo informó que Qatar Charity también canalizó fondos a operativos de al-Qaeda con base en Chechenia en 1999, así como a Ansar Dine en el norte de Malí. [Enlace muerto]
Finalmente, durante la revolución del 2011 que derrocó al coronel libio Muammar Gaddafi, Catar brindó apoyo financiero y material por "millones de dólares en ayuda, entrenamiento militar y más de 20,000 toneladas de armas" a los rebeldes anti-Gaddafi, que se canalizó a través de pocas claves. cifras, algunas de las cuales vinculadas a al-Qaeda. En particular, Abdelhakim Belhadj, un político libio y dirigente militar que dirigió el desaparecido grupo designado por la ONU como terrorista Grupo Islámico Combatiente Libio (LIFT) durante la revolución de 2011, fue uno de los jugadores claves respaldados por Catar en Libia y el receptor de varios envíos pagados por Catar. Varios miembros del grupo, que habían intentado derrocar a Gadafi desde 1994, tenían vínculos sólidos con al-Qaeda.
Según los informes, Belhadj siguió a Bin Laden cuando se mudó de la sede de Al Qaeda en Sudán en 1996. Además, el Consejo de Seguridad de la ONU afirmó que LIFT contribuyó a "financiar, planificar, facilitar, preparar o perpetrar actos o actividades, en conjunto con, bajo el nombre de, en nombre o en apoyo de "al-Qaeda, su líder y los talibánes".

### Jabhat Al-Nusra
Catar ha patrocinado al afiliado de al-Qaeda en Siria, el Frente al-Nusra desde 2013. El grupo yihadista, establecido en el marco de los planes de Abu Bakr al-Baghdadi para un Estado Islámico en el Levante , se separó de ISIS en 2013 debido a conflictos de liderazgo. El grupo fue designado como entidad terrorista por la ONU, la UE, Canadá, Estados Unidos, Israel, Hong Kong, Suiza y Australia. No obstante, Catar lo ha apoyado continuamente a través de pagos de rescate y campañas de recaudación de fondos como un aliado estratégico en Siria, comprometido a destituir al presidente sirio Bashar al-Assad.
Catar ha actuado como mediador para la liberación de prisioneros en poder de al-Nusra en varias ocasiones, especialmente en el caso de los 45 efectivos de mantenimiento de la paz fiyianos de la ONU secuestrados en agosto de 2014 y en el intercambio de prisioneros de diciembre de 2015 entre al-Nusra y el gobierno libanés. Catar también ha pagado rescates llamativos, que van desde unos pocos millones a cientos de millones de dólares, para devolver a los rehenes mantenidos por al-Nusra.
Además de los pagos de rescate, el gobierno de Catar y los ciudadanos de Catar han patrocinado campañas de recaudación de fondos a gran escala para solicitar "apoyo para la adquisición de armas, alimentos y suministros para al-Nusra en Siria", que a menudo han dependido de las redes sociales. "Madid Ahl al-Sham", una campaña de recaudación de fondos lanzada en 2013 y clausurada por las autoridades de Catar solo en 2015, se convirtió en "uno de los canales preferidos para las donaciones destinadas al grupo".
En 2013, Madid Ahl al-Sham se expandió para recolectar armas, como se anunció en una publicación de Facebook de mayo de 2013. Varias figuras prominentes, desde el clérigo egipcio Wagdy Ghoneim hasta el rico catarí Abdulaziz bin Khalifa al-Attiyah, respaldaron abiertamente la campaña en sus perfiles de redes sociales. Sin embargo, el éxito de la campaña se atribuyó en gran medida a sus coordinadores directos de 2013 a 2015, Sa'ad bin Sa'ad Mohammed Shariyan al-Ka'bi y Abd al-Latif Bin 'Abdullah Salih Muhammad al-Kuwari. Al-Ka'bi es un ciudadano catarí designado por el Tesoro de los EE. UU. Como un financiador del terrorismo que también actuó como intermediario para recaudar para el rescate ya el intercambio de rehenes con al-Nusra en agosto de 2015. Al-Kawari, otro Catar financiador y actor principal en Madid Ahl al-Sham, también fue designado por el Tesoro de los Estados Unidos por recaudar apoyo financiero para al-Qaeda y por su papel de "funcionario de seguridad de al-Qaida". El gobierno de Catar no arrestó a los dos financiadores del terroristmo después de la designación del Tesoro, y ambos continúan viviendo con impunidad en el país. Funcionarios estadounidenses también informaron que al-Kuwari cooperó estrechamente con Abdallah Ghanim Mafuz Muslim al-Khawar, con sede en Catar, para "entregar dinero, mensajes y otro apoyo material a los elementos de al-Qaeda en Irán", que también facilitó a los yihadistas viajar a Afganistán.

### ISIS

Bandera del Estado Islámico de Irak y el Levante

En noviembre de 2014, el subsecretario del Tesoro de los Estados Unidos para el terrorismo y la inteligencia financiera, David Cohen, describió a Catar como un entorno tolerante a la financiación del terrorismo.
Funcionarios estadounidenses de lucha contra el terrorismo han dicho que las donaciones de países fuera de los Estados Unidos han sido una fuente tradicional de financiamiento para el terrorismo. Una pequeña parte de las operaciones financieras de ISIS proviene de tales donaciones.
Abdul Karim al-Thani, miembro de la familia real de Catar, dirigió una casa segura para Abu Musab al-Zarqawi, el fundador de Al-Qaeda en Irak, el predecesor de ISIS. Al-Thani entregó los pasaportes de Catar y depositó $ 1 millón en una cuenta bancaria para financiar a AQI.
Abd al Rahman al Nuaymi, ciudadano catarí, trabajó como intermediario del predecesor de ISIS, Al-Qaeda en Irak (AQI), con donaciones a AQI desde Catar.
A principios de 2015 surgieron más rumores sobre la supuesta cooperación de Catar con los afiliados de ISIS. El 11 de febrero de 2015, Sudan Tribune informó sobre declaraciones controvertidas de Yahia Sadam, un funcionario del movimiento de liberación sudanés de Minni Minnawi que acusó a Catar de respaldar el genocidio perpetrado por los milicianos sudaneses en Darfur canalizando dinero a través de la rama sudanesa de Qatar Charity, activa en Darfur desde 2010. Sadam afirmó que Qatar Charity, que supuestamente ha firmado un acuerdo de cooperación con las tropas sudanesas, estaba "construyendo complejos de viviendas en zonas remotas y aisladas para albergar y entrenar grupos extremistas ". Se cree que esos campamentos albergan combatientes del ISIS, una preocupación expresada por los asistentes de la comunidad de inteligencia en un evento de marzo de 2015 en el Instituto de los Estados Unidos para la Paz.</ref>
En febrero de 2015, las relaciones entre Egipto y Catar se deterioraron después de que la Fuerza Aérea de Egipto realizara ataques aéreos contra presuntos puestos del EIIL en la vecina Libia tras la decapitación de 21 cristianos coptos egipcios. Los ataques aéreos fueron condenados por Al Jazeera, quien transmitió imágenes de víctimas civiles. Además, el Ministerio de Asuntos Exteriores de Catar expresó reservas sobre los ataques aéreos. Esto llevó a Tariq Adel, delegado de la Liga Árabe de Egipto, a acusar a Catar de apoyar el terrorismo. Los ciudadanos egipcios también lanzaron una campaña en línea denunciando al gobierno de Catar. El Consejo de Cooperación del Golfo rechazó las acusaciones de Egipto y su secretario general consideró que las declaraciones eran falsas. Poco después, Catar llamó a su embajador en Egipto a "consultas".

### Hamás

Bandera de Hamás

Fluye más dinero de Catar a Hamás que cualquier otro país.
En 2014, Catar había prometido $ 400 millones a Hamás. Estados Unidos designa a Hamás como una organización terrorista extranjera.

En septiembre de 2014, el Congreso celebró una audiencia sobre el papel de Turquía y Catar en la financiación del terrorismo. Los principales demócratas y republicanos en la audiencia hicieron duras críticas a Catar. El congresista Ted Deutch (D-FL) dijo:
"Las relaciones con algunos de estos países son complicadas ... El apoyo a Hamas no es complicado, y nuestra respuesta a su apoyo a Hamas tampoco debería ser complicada."
 ElCongresista Ted Poe (R-TX) dijo:
 "Debemos dejar claro nuestro mensaje: si ayudas a financiar a Hamas, habrá consecuencias significativas y serán desagradables. Espero que Qatar y Turquía estén escuchando."
En diciembre de 2013, Egipto designó a la Hermandad Musulmana como una organización terrorista. Hamás es una rama de la Hermandad Musulmana. En febrero de 2015, Egipto declaró a Hamás como una organización terrorista. En ese momento, Egipto se convirtió en el cuarto país del mundo después de Israel, Estados Unidos y Canadá en hacerlo. En respuesta a la designación egipcia de Hamás como organización terrorista, Hamás dijo a través de un portavoz: "La decisión de la corte egipcia...es impactante, crítica y ataca al pueblo palestino y a las fuerzas de resistencia palestinas." Dos años después, en junio de 2015, un tribunal de apelaciones egipcio revocó la designación.

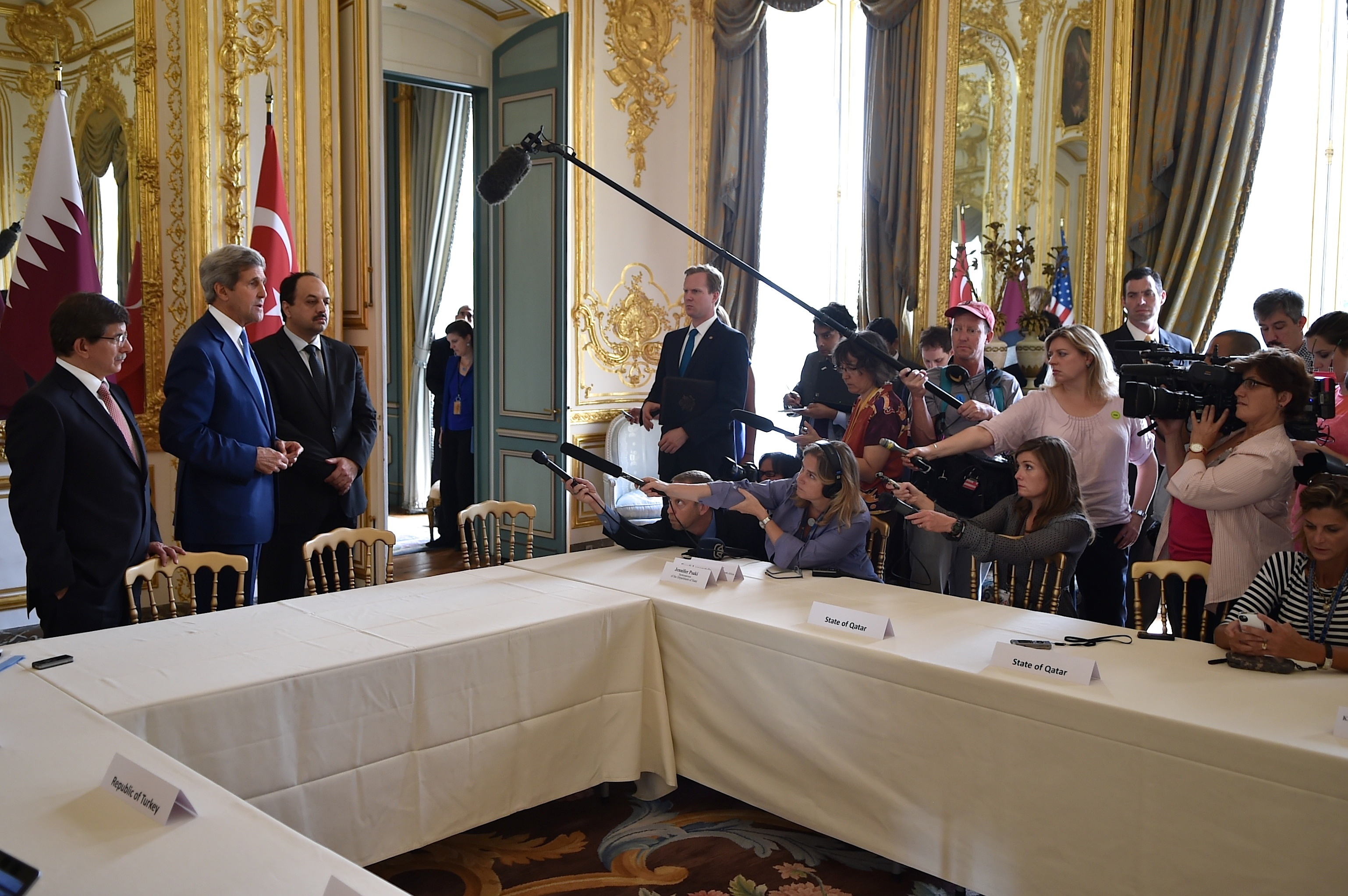
John Kerry de pie con los ministros de Asuntos Exteriores de Turquía y Qatar durante las negociaciones de alto el fuego del conflicto Israel-Gaza del 2014

Catar ha acogido continuamente el buró político de Hamás desde 2012, cuando Khaled Meshal, el líder político de Hamás, huyó de Siria hacia el país del Golfo. Sin embargo, Meshal ya había encontrado puerto en Catar a fines de la década de 1990, antes de mudarse a Damasco en 2001. En las últimas décadas, Catar también ha ofrecido refugio a varios afiliados prominentes de Hamás: desde Saleh al-Arouri, el fundador del ala militar de Hamás, las Brigadas Izz ad-Din al-Qassam, conocidas por su capacidad para planear ataques desde el extranjero, que según los informes recibió Catar después de abandonar Turquía en diciembre de 2015, a Husam Badran, el exlíder de una célula de Hamás y el actual portavoz de los medios de comunicación de Hamás, quien instigó varios atentados suicidas con bomba durante la Segunda Intifada y tiene su sede en Catar desde 2011. Junto con Turquía, Catar fue el único país que respaldó a Hamás por expulsar a la Autoridad Palestina de la Franja de Gaza en 2007. Poco después, Catar prometió públicamente $ 250 millones en ayuda para Gaza, devastada después de la guerra israelí, y pronto se convirtió en un actor principal en el conflicto palestino. La relación entre el país del Golfo y el grupo terrorista se reforzó especialmente entre 2008 y 2009 después de varias expresiones de apoyo mutuo, y especialmente después de que Catar condenó el bloqueo de Gaza.
El ex emir catarí Hamad bin Khalifa al-Thani fue el primer jefe de Estado que visitó Gaza después de que Hamás tomó el poder, en 2012. En esa ocasión, el gobernante catarí anunció que Catar habría devuelto $ 400 millones para obras de ayuda y reconstrucción. Hasta ahora, Catar ha desembolsado más de $ 1 mil millones para los esfuerzos de reconstrucción, clasificándose así como el mayor donante para la franja de Gaza.
Sin embargo, los intentos de contrabandear sustancias de doble uso que podrían usarse para producir explosivos en Gaza se han detectado y reportado cada vez con más frecuencia en los últimos años, y han expresado su preocupación de que Catar pueda utilizar ayuda extranjera dirigida a la Franja de Gaza para financiar a Hamás.

### Acusaciones de apoyo a grupos extremistas en Irak
En 2014, el ex primer ministro de Irak, Nuri al Maliki, declaró que Catar y Arabia Saudita comenzaron las guerras civiles en Irak y Siria , e incitaron y alentaron movimientos terroristas, como el Estado Islámico de Irak y el Levante (ISIL) y al-Qaeda , apoyándolos políticamente y en los medios, con dinero y comprando armas para ellos.

### Catar patrocinó el terrorismo en Libia
Catar ha invertido en la guerra civil de Libia en 2011, armando y financiando elementos extremistas que luchaban para derrocar a Gadafi, que mantuvo a los elementos extremistas oprimidos bajo un puño de hierro. El financiamiento continuo y la influencia de los islamistas permitieron una mayor base de poder islamista durante las reformas parlamentarias de 2012 y 2013. Los elementos de la Hermandad Musulmana utilizaron todas las formas disponibles de coerción (incluso violencia) para alcanzar el poder político, lo que finalmente provocó una toma del espectro político (GNC) por parte de la mayoría islamista en Trípoli. Catar ha mantenido su papel de apoyo desde entonces, y ha invertido más en el país, ampliando el apoyo y la financiación para las oficinas de medios financiadas con base en el islamismo, incluida la educación o la 'reeducación' al incluir el islam como estudios obligatorios dentro de los ministerios de educación. El auto electo Sadiq al Ghariani es un producto de la participación directa de Catar. Sadiq Ghariani es un controvertido 'Imam' que ha emitido fatwas y llamado a la Jihad, incluida la guerra contra 'enemigos' del Islam como el General HOR Khalifa Haftar, durante sus operaciones contra Daesh en Benghazi. Catar puede tener influencia directa sobre algunos grupos de milicias en Trípoli, como Salah Badi, un controvertido líder de la milicia libia con sede en Turquía, que también fue responsable de la destrucción del aeropuerto internacional de Trípoli, su infraestructura y aviones civiles por valor de miles de millones en daños, incluyendo masacres de civiles libios en algunas áreas. Catar, junto con su aliado Turquía, está apoyando la guerra actual en Trípoli a partir de 2019, y está utilizando sus influencias para apoyar a sus milicias islamistas para luchar contra la operación de Haftar para limpiar la capital de Trípoli. Catar tiene influencia directa sobre Misrata, y su mayoría de Elementos y milicias de la Hermandad musulmana, y busca controlar más a Libia. 
Salah Badi, sancionado por el tesoro de los EE. UU., Según las convenciones de Ginebra sobre crímenes de guerra y cualquier otra ley internacional, debe ser designado como un criminal de guerra.

## Opiniones opuestas
En la audiencia del Congreso de septiembre de 2014, Steven Cook, del Consejo de Relaciones Exteriores, testificó. Cook ofreció una teoría alternativa sobre la presunta aplicación laxa de Catar contra el financiamiento del terrorismo: el interés propio. Cook argumentó que Catar apoya una amplia variedad de grupos ideológicos en un esfuerzo por ser independiente de la influencia de países más grandes en el Medio Oriente, como Arabia Saudita.
En una entrevista de septiembre de 2014 con CNN, el emir de Catar, jeque Tamim bin Hamad Al-Thani, dijo: "Apoyamos a todo el pueblo palestino. Creemos que Hamas es una parte muy importante del pueblo palestino". El Emir le dijo a CNN: "No financiamos a los extremistas. Si habla de ciertos movimientos, especialmente en Siria e Irak, todos los consideramos movimientos terroristas."
Después de que Cohen hizo comentarios públicos en octubre de 2014, el embajador de Catar en los Estados Unidos, Mohammed al-Kuwari, reconoció en el Wall Street Journal que Catar ha tenido problemas con algunos de sus ciudadanos que envían dinero a organizaciones terroristas. Sin embargo, al-Kuwari dijo que el gobierno de Catar nunca estuvo involucrado.
En 2004, el gobierno de Catar creó una Unidad de Inteligencia Financiera. En 2010, creó un comité antiterrorista.
Además, Catar aprobó una ley que implementa regulaciones contra organizaciones benéficas que han sido acusadas de enviar dinero a organizaciones terroristas.

## Crisis diplomática de 2017
El 27 de mayo de 2017, Arabia Saudita, Egipto, Baréin, Emiratos Árabes Unidos y Yemen cortaron los lazos diplomáticos con Catar acusándolo de desestabilizar la región y apoyar a grupos terroristas. Arabia Saudita dijo que tomó la decisión de cortar los lazos diplomáticos debido al "abrazo de varios grupos terroristas y sectarios dirigidos a desestabilizar la región", incluidos la Hermandad Musulmana, Al Qaeda, el Estado Islámico y grupos apoyados por Irán  en la provincia oriental del reino de Qatif, donde la gran mayoría de la población son musulmanes chiitas. Según CNN, Catar había firmado previamente acuerdos con sus vecinos, que se presentaron al aire, para dejar de financiar varias organizaciones terroristas.

### Apoyo y afiliación a organizaciones terroristas radicales (Libia)
La crisis diplomática se extiende a las implicaciones de Catar en la defensa de la liberación de terroristas reconocidos internacionalmente como Abdelhakim Belhadj de Libia, líder del Grupo Islámico Combatiente Libio, una organización terrorista, quien fue arrestado por la CIA en 2004 en Malasia, y su participación en la guerra civil de Libia en el 2011, en la que Catar envió ayuda en forma de armas con Ali al-Sallabi (Líder de la Hermandad Musulmana en Libia) como medio para la dispersión de las armas para los islamistas dentro de Libia, específicamente (Ansar Al Sharia) durante la guerra civil libia que finalmente ayudó con la caída de Muammar Gaddafi en Libia. Apoyando esta afirmación, el portavoz del ejército nacional de Libia, El coronel Ahmed Musmari acusó a Catar de patrocinar el terrorismo  al proporcionar y armar terroristas en Libia.
Junto a la Lista de personas incluidas en la lista de vigilancia terrorista por las naciones árabes y su Cuarteto Antiterrorista [ATQ],  Sadiq Al-Ghariani, el radical imán salafista de Libia y su canal de televisión Tannasoh,  también están incluidos en la Lista por incitar a la violencia y difundir propaganda islámica radical. La lista se extendió con Salem Al-Jaber , Wanis Al-Mabrouk Al-Fasi , Salim Al-Sheikhi como a otras personas.

## Posición de los Estados Unidos
El 6 de junio de 2017, el Departamento de Estado de los EE. UU. Dijo que Catar había avanzado en la contención de la financiación de los terroristas, pero que faltaba más trabajo por hacer. Antes de la crisis, el presidente Donald Trump había hecho un viaje a Arabia Saudita y se había reunido con líderes de Oriente Medio. Más tarde, Trump dijo que todos los líderes habían señalado a Catar como el principal financiador del extremismo. El 7 de junio de 2017, Trump ofreció mediar en la "crisis" e hizo un llamado a Catar para ofrecer ayuda.
En junio de 2017, el gobierno de Catar contrató al abogado y político estadounidense John Ashcroft para representar al país en el ámbito internacional más amplio. Sus servicios incluyen tanto cabildeo como desafiantes acusaciones internacionales luego del bloqueo regional de Catar por parte de sus vecinos. Además, Ashcroft defenderá a Catar contra el presidente de los Estados Unidos, Donald Trump, quien ha comentado sobre la evidente propensión del país a financiar el terrorismo y las organizaciones terroristas.
Según el Washington Post, los Emiratos Árabes Unidos plantaron pruebas falsas antes de la crisis. Según CNN, los EAU negaron oficialmente esas reclamaciones a través de su Embajada de los Estados Unidos y su ministro de Asuntos Exteriores, Anwar Gargash.
El 17 de agosto, Arabia Saudita abrió las fronteras terrestres que conectan Catar con Arabia Saudita.
En julio de 2017, el secretario de Estado de los Estados Unidos, Rex Tillerson, elogió a Catar después de convertirse en el primer estado regional en firmar un memorando de entendimiento con los Estados Unidos para luchar contra el financiamiento del terrorismo. Tillerson también elogió a Catar, ya que se comportó razonablemente a lo largo de la disputa.
El 19 de octubre, Tillerson dijo en una entrevista que el bloque liderado por Arabia Saudita es responsable de la continua crisis debido a su negativa a hablar con Catar hasta el momento. El 30 de octubre de 2017, el secretario del Tesoro de los Estados Unidos, Steven Mnuchin, elogió los "fuertes lazos" con Catar y prometió una cooperación más estrecha con el país. Después de un viaje en muchos países de Medio Oriente, el ministro aplaudió los esfuerzos de Catar en la lucha contra el financiamiento del terrorismo, diciendo que los dos países aumentarán su cooperación en la lucha contra el terrorismo.